# Nubankhre
Nubankhre (també Nebankhre) fou un faraó que va governar a algun lloc de l'antic Egipte però que no ha estat possible ubicar cronològicament. Podria correspondre a qualsevol de les dinasties entre la dinastia XIII i la dinastia XVII però el més probable és que sigui de la dinastia XIV.
El seu nom de regnat o nesut-biti fou Nubankhre o Nebankhre (Ra és la vida daurada) i no se li coneixen altres denominacions. Aquest nom apareix a diversos escarabats, única prova de la seva existència.